# Parc Taksim Gezi
El Parc Taksim Gezi (en turc Taksim Gezi Parkı) és un jardí públic situat a la plaça de Taksim, al districte de Beyoğlu, a Istanbul (Turquia). És un dels parcs més petits de la ciutat.
Al maig de 2013, l'anunci que el govern tenia la intenció de demolir el parc per reconstruir la històrica Caserna Militar de Taksim (enderrocada el 1940), així com construir un centre comercial, va provocar una onada de protestes

## Història
En els terrenys de l'actual parc Taksim Gezi es va construir un caserna militar en 1806, sota el sultanat de Selim III. Va rebre el nom de "Quarter d'Artilleria Halil Paixà" (en turc Halil Paşa Topçu Kışlası). Era un gran edifici, dissenyat per l'arquitecte armeni Krikor Balian, i el seu estil estava basat en l'arquitectura otomana, russa i índia. La caserna va patir un dany considerable durant l'incident del 31 de març, en 1909.
En 1921, el pati intern de la caserna es va organitzar per ser un estadi de futbol. La selecció de futbol de Turquia va jugar el seu primer partit internacional oficial en aquest estadi, contra la selecció romanesa, el 26 d'octubre de 1923. El partit va acabar amb un empat 2-2.
El 1936, l'arquitecte francès Henri Prost (1874-1959) va ser convidat a Turquia pel president Mustafa Kemal Atatürk. Es va encarregar fins al 1951 de la planificació urbana d'Istanbul. D'acord amb els plans de Prost, la caserna va ser enderrocada el 1940 pel governador i alcalde d'Istanbul Lutfi Kirdar (en el càrrec 1938-1949).
El pla urbà de Prost, que va entrar en vigor el 1939, proporcionava, entre altres coses, un gran parc verd, anomenat Parc Núm. 2, que cobria una àrea de 30 hectàrees entre els veïnats de Taksim, Nişantaşı i Maçka, que s'estenia fins al Bòsfor i incloïa la Vall de Dolmabahçe. El parc es va crear per oferir recreació i un espai verd als ciutadans d'Istanbul, així com als visitants.
La construcció del parc es va completar en 1943, i es va obrir sota el nom de "Parc İnönü", en honor del segon president de Turquia İsmet İnönü (en el càrrec 1938-1950). L'àrea del parc va anar disminuint posteriorment amb la construcció de grans hotels a la zona. Malgrat tot, el parc ha romàs com a àrea de descans al centre de la ciutat, i el seu aspecte ha canviat sovint.